# Eric Hugh O'Donnell
Eric Hugh O'Donnell, britanski general, * 1893, † 1950.